# 样格
样格（Essive case），表示在某一状态、样子、机能、环境等的语法格，只在乌拉尔语中存在。
例如乌拉尔语的芬兰语中，样格後缀为-na/-nä。例句：
- lapsi，儿童，加样格变为lapsena，义爲作为儿童的、是儿童状态的，或作为儿童的時候、在童年的时候。
- kuuma，热的，加样格变成kuumana，是熱的。
- turisti，遊客，加样格变成turistina，是遊客。Olen（我） Suomessa（芬蘭-內格=在芬蘭） turistina（是遊客/作為遊客）。
- perjantai，星期五，加样格變成perjantaina，在星期五。